# Forgetting the Girl
Forgetting the Girl è un film del 2012 diretto da Nate Taylor.